# خالد الحامضی
خالد الحامضی (عربی: خالد الحامضي؛ زادهٔ ۱۷ اوت ۱۹۹۱) یک ورزشکار اهل عربستان سعودی است.
از باشگاه‌هایی که در آن بازی کرده‌است می‌توان به باشگاه فوتبال الاتفاق عربستان سعودی اشاره کرد.